# Ressons-le-Long
Ressons-le-Long è un comune francese di 792 abitanti situato nel dipartimento dell'Aisne della regione dell'Alta Francia.

## Storia

### Simboli
Lo stemma del comune si blasona:
Creato da Jean-François Binon ed adottato il 20 settembre 2010. Le tende ricordano l'accampamento romano di Arlaines; il pastorale ricorda che il villaggio dipendeva dall'antica abbazia di Notre-Dame di Soissons; il drago fa riferimento a san Giorgio, patrono della parrocchia.

## Monumenti e luoghi d'interesse
- Chiesa di San Giorgio, dell'inizio del XII secolo, classificata Monumento storico nel 1921.[3]
- Castello di Montois, di proprietà privata, eretto nel 1736 ed ampliato tra il 1875 il 1890.

## Società

### Evoluzione demografica
Abitanti censiti